# Wenningstedt-Braderup (Sylt)
Wenningstedt-Braderup é um município da Alemanha, localizado no distrito de Nordfriesland, estado de Schleswig-Holstein.